# Asociación Nacional de Muchachas Guías de Guatemala
L'Asociación Nacional de Muchachas Guías de Guatemala (ANMG; tradotto Associazione Nazionale Ragazze Guide  del Guatemala) è l'organizzazione nazionale del Guidismo in Guatemala. Questa conta 980 membri (nel 2003). Fondata nel 1935, l'associazione diventa un membro associato del World Association of Girl Guides and Girl Scouts (WAGGGS) nel 1957 e un membro effettivo nel 1969.

## Programma
L'associazione è divisa in cinque sezioni in rapporto all'età:
- Abeja - dai 4 ai 6 anni
- Caperucita - dai 7 ai 9 anni
- Guía pequeña - dai 10 ai 12 anni
- Guía intermedia - dai 13 ai 15 anni
- Guía mayor - dai 16 ai 18 anni